# Klaas Afrikaner
Klaas Afrikaner, eigentlich ǃGaruhamabKlicklaut († nach 1800), war der zweite Kaptein der Orlam-Afrikaner, nach seinem Vater Oude Ram Afrikaner, zunächst in der Kapkolonie und danach im heutigen Namibia.
Er verließ das Kap um 1770 und marschierte nach Norden in den heutigen Süden Namibias. Afrikaner gilt als Gründer der womöglich einzigen vorkolonialen Stadt in Südwestafrika, ǁKhauxaǃnas. Sie wurde als Fort gegen die Kapregierung genutzt, mit der sich Afrikaner zuvor überworfen haben musste. Möglicherweise war Afrikaner gerade von dieser Regierung zur Erforschung Südwestafrikas zuvor entsandt worden. Um 1800 übergab er die Macht an seinen Sohn Jager Afrikaner.